# Chamaecrista cathartica
Chamaecrista cathartica är en ärtväxtart som först beskrevs av Carl Friedrich Philipp von Martius, och fick sitt nu gällande namn av Howard Samuel Irwin och Rupert Charles Barneby. Chamaecrista cathartica ingår i släktet Chamaecrista och familjen ärtväxter.

## Underarter
Arten delas in i följande underarter:
- C. c. cathartica
- C. c. paucijuga

## Bildgalleri

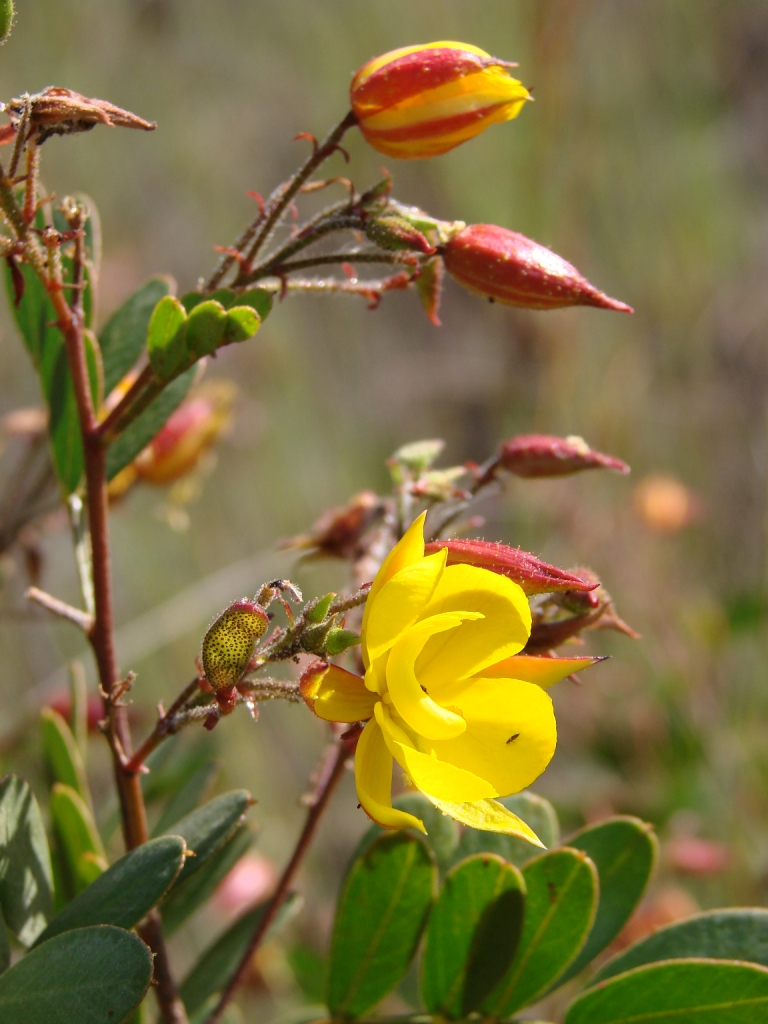
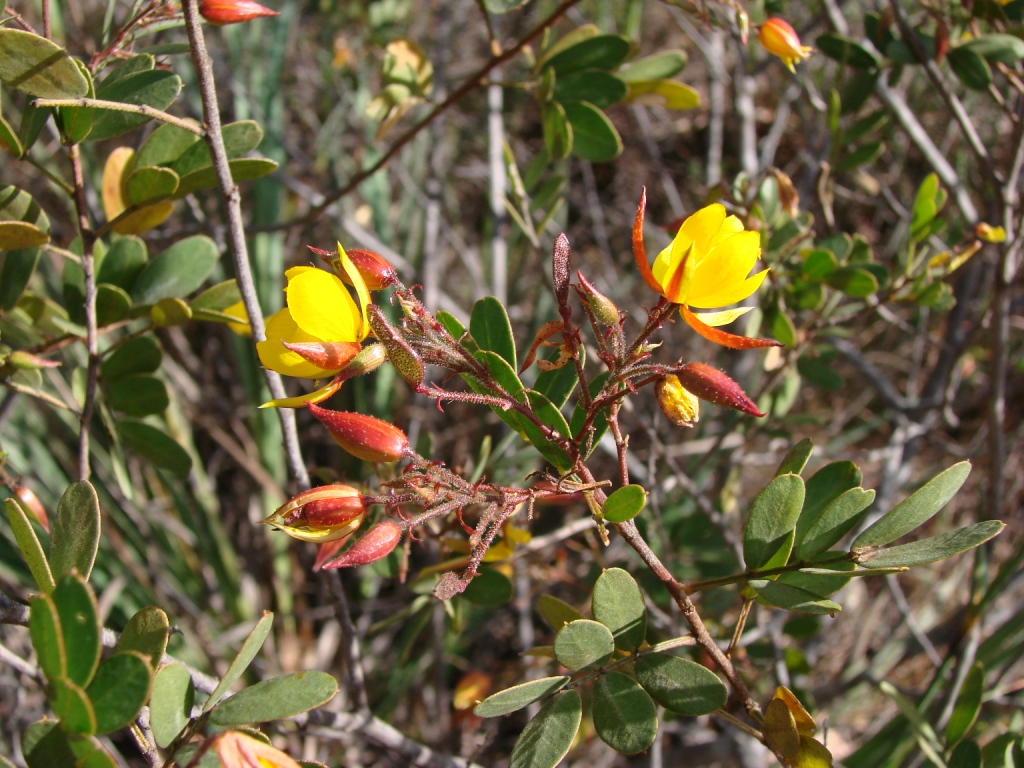